# 阿瑟·帕金
阿瑟·帕金（英語：Arthur Parkin，1952年2月15日—2023年11月14日），新西兰男子曲棍球运动员。他曾代表新西兰参加1972年、1976年和1984年夏季奥林匹克运动会曲棍球比赛，其中1976年奥运会获得一枚金牌。